# Piscinas Bernat Picornell

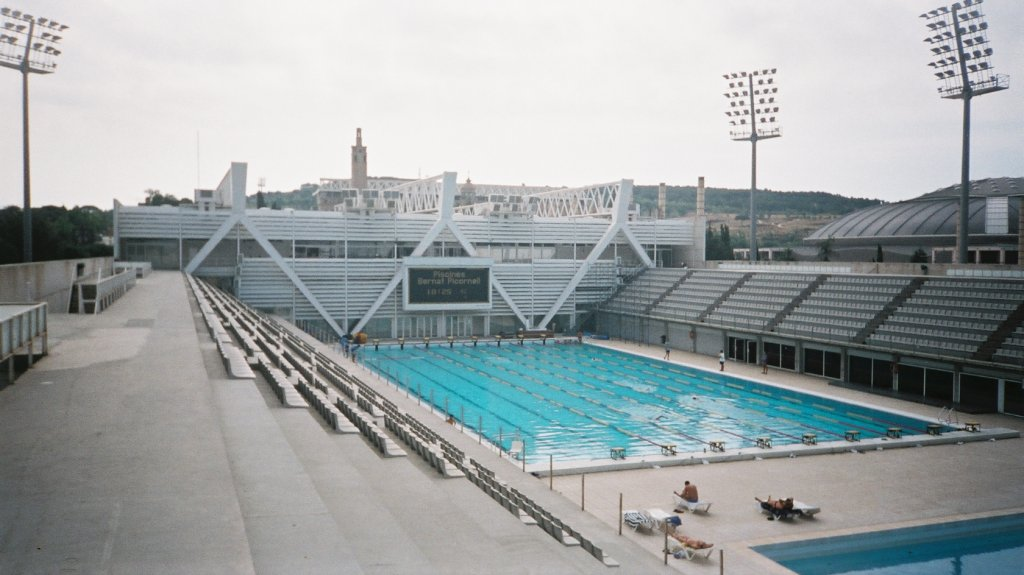
Piscinas Picornell

Las piscinas Bernat Picornell (en catalán: Piscines Bernat Picornell) son una instalación deportiva ubicada en el Anillo Olímpico de Montjuic de Barcelona. Consisten en tres piscinas, una interior y otra exterior, ambas de 50 m y una de saltos. Son gestionadas desde 2002 por la empresa Aigua, Esports i Salut.
Su nombre es un tributo al gran nadador catalán y fundador de la Real Federación Española de Natación, el señor Bernat Picornell i Richier.

## Historia
Fueron inauguradas en 1969 al objeto de albergar el Campeonato Europeo de Natación de 1970, bajo diseño de los arquitectos Antoni Lozoya y Joan Ricard: la instalación constaba de tres piscinas exteriores, una de entrenamiento, una de competición y la tercera de saltos, en las que se disputaron las pruebas de natación, saltos y gran parte de la competición de waterpolo de dicho campeonato y, con posterioridad, numerosos campeonatos españoles y catalanes.
En 1990 se inician las obras de remodelación total de las piscinas bajo el proyecto de los arquitectos Franc Fernández y Moisés Gallego para dar acogida a las competiciones de natación, natación sincronizada, la fase final del torneo de waterpolo y el pentatlón moderno (natación) de los XXV Juegos Olímpicos. Una de las modificaciones más importantes fue cubrir la piscina de entrenamiento para poder ser aclimatizada y utilizada también en invierno, así como aumentar la profundidad de la piscina principal para poder acoger las pruebas de natación sincronizada. Sobre la piscina de saltos se instaló provisionalmente una plataforma con asientos para el público, ampliando así el aforo a más de 10 000 espectadores.
La piscina de competiciones exterior, con capacidad habitual para 3.000 espectadores, ha visto numerosos campeonatos españoles y catalanes de natación y natación sincronizada. Entre los encuentros internacionales más importantes se encuentra la celebración de las pruebas de natación sincronizada en el Campeonato Mundial de Natación de 2003 y las de waterpolo en el Campeonato Mundial de Natación de 2013.
Actualmente las piscinas son de uso público y están en funcionamiento todo el año. Se ofrecen cursos de natación a partir de los 3 años. Por otra parte, dispone de un equipo de natación sincronizada y equipo de tecnificació en natación. Además, el equipo de waterpolo Picornell realiza entrenamientos y partidos en dicha instalación. Cuenta con diversos programas acuáticos de salud. En sus instalaciones se cuenta con una amplia sala de fitness recién reformada, dos salas de actividades dirigidas, sala de bike, tres pistas de padel y tres zonas de jacuzzi y saunas.

## Eventos más importantes
- Campeonato Europeo de Natación de 1970 (natación, waterpolo y saltos)
- Copa del Mundo de waterpolo de 1991
- Juegos Olímpicos de Barcelona 1992 (natación, natación sincronizada, waterpolo y pentatlón moderno -natación-)
- Campeonato Mundial de Natación de 2003 (natación sincronizada)
- Campeonato Mundial de Natación de 2013 (waterpolo)
- Final Six de la Liga de Campeones LEN de waterpolo masculino de 2014
- Final Six de la Liga de Campeones LEN de waterpolo masculino de 2015
- Campeonatos de España:

Natación: 1969, 1971, 1987, 1991, 1997, 2004, 2007, 2010, 2014, 2015.
Natación sincronizada: 1971, 1994, 2003, 2008, 2011.
Saltos: 1969, 1971, 1979, 1983, 1987, 1989.